# Torhelm (norr om Gerlos)
Torhelm är ett berg i Österrike.   Det ligger i distriktet Schwaz och förbundslandet Tyrolen, i den västra delen av landet, 300 km väster om huvudstaden Wien. Toppen på Torhelm är 2 494 meter över havet.
Terrängen runt Torhelm är bergig västerut, men österut är den kuperad. Närmaste större samhälle är Fügen, 14,4 km nordväst om Torhelm. 
Trakten runt Torhelm består i huvudsak av gräsmarker. Runt Torhelm är det ganska glesbefolkat, med 42 invånare per kvadratkilometer.